# Giovanni Scarduelli
Giovanni Scarduelli (Ostiglia, 1992) è un illustratore, grafico e fumettista italiano.
È autore di libri a fumetti sulle vite di Nikola Tesla e Edward Hopper con Sergio Rossi; e Mark Rothko con Francesco Matteuzzi.

## Pubblicazioni

### Fumetti
- Nikola Tesla, scritto da Sergio Rossi (Beccogiallo, 2018)[4][5]
- Edward Hopper - Pittore del silenzio, scritto da Sergio Rossi (Centauria, 2019)[6]
- Mark Rothko - Il miracolo della pittura, scritto da Francesco Matteuzzi (Centauria, 2020)[7][8][9]

### Libri
- La regina dei pirati, scritto da Eduardo Jáuregui (Solferino, 2018)
- Anche Superman era un rifugiato, AA.VV. (Piemme, 2018)
- Tana libera tutti, la vera storia di Sami Modiano, scritto da Walter Veltroni (Feltrinelli UP, 2021)[10]
- Un sacchetto di biglie, scritto da Joseph Joffo (BUR Rizzoli, 2021)
- Giorgio Perlasca - Un giusto tra le Nazioni, scritto da Luca Cognolato e Silvia Del Francia (Edizioni EL, 2021)
- Antologia di Spoon River, scritto da Edgar Lee Masters (Mondadori Contemporanea, 2022)

## Premi e riconoscimenti
- 2019 - Premio Nazionale di Divulgazione Scientifica "Giancarlo Dosi", nella sezione Scienze dell’ingegneria e dell’architettura, per il libro a fumetti Nikola Tesla, scritto da Sergio Rossi (BeccoGiallo, 2018)[11]
- 2021 - Premio Minerva Letteratura per ragazzi per "Tana libera tutti" scritto da Walter Veltroni (Feltrinelli UP, 2021)[12]